# 남평 조씨 병자일기
남평 조씨 병자일기(南平 曺氏 丙子日記)는 조선(朝鮮) 인조(仁祖) 때 좌의정(左議政)을 지낸 남이웅(南以雄)의 부인인 남평 조씨(1574년 ~ 1645년)가 쓴 일기이다. 약칭 병자일기(丙子日記). 필사본, 72매.
1991년에 예전사에서 현대어로 번역된 단행본이 간행되었고, 2015년에 나의 시간에서 재번역되어 간행되었다. 2012년 12월 31일 세종특별자치시의 유형문화재 제4호로 지정되었다.

## 개요
저자 남평 조씨는 현감 조경남(曺慶男)의 딸로 어머니는 예조정랑(禮曹情郞) 윤강원의 딸이다. 17세에 남이웅과 혼인하였으며, 병자호란이 일어났던 당시 나이는 이미 예순세 살이었다. 일기의 내용은 병자호란(丙子胡亂)이 일어난 인조 14년(1636년) 12월 5일부터 저자가 식솔을 거느리고 피난길에 오르면서부터 동왕 18년(1640년) 8월 9일까지의 3년 10개월 동안 식솔들을 거느리면서 보고, 듣고, 겪은 일들을 기록하고 있다.
병자호란 당시 조씨와 그녀의 동서, 질부들은 변변한 가재도구 없이 쌀궤짝 하나만 지고, 서산(瑞山), 당진(唐津), 여산(礪山), 충주(忠州) 등지를 떠돌았으며, 무인도에서는 대나무로 지은 막에서 눈을 긁어다 녹여 식수로 마시는 고단한 생활을 했다(특히 여산에서 오래 머무르게 되는데, 호서는 남편 남이웅의 친족들이 사는 곳으로 여산은 남이웅의 맏형 남이영의 부인, 즉 조씨 본인의 손윗동서가 살고 있는 곳이었다).
충주에서의 피난 생활 중에 남평 조씨는 서울 주변 및 지방의 집안 소유의 전답을 관리하며 몸소 농사를 짓기도 했다. 한편 인조를 따라 남한산성(南漢山城)에 있었던 남이웅은 병자호란 이후 인질이 된 소현세자(昭顯世子)를 호종하여 심양(瀋陽)으로 갔는데, 남이웅이 없는 집안을 관리하며 남평 조씨는 평소 사대부 집안으로써 맺은 연줄에 따라 사교 목적의 선물을 친척 및 지인의 집안에 보내거나 찾아온 일가 친척을 대접하기도 하고, 심양에 억류된 남편에게 물품을 보내주기도 했다. 그 동안의 작업일자, 농지의 이름, 농사 내용, 동원된 인물, 소출의 내용뿐 아니라 손님의 이름과 주고 받은 물품, 대접한 음식은 잔의 숫자까지 일일이 적어두었다.
또한 일기에서 남평 조씨는 일찍 세상을 떠난 두 아들과 며느리의 생일과 기제사를 챙기며 먼저 자식을 떠나보낸 외로움과 그리움을 가감없이 드러내고, 친정아버지와 어머니의 기제사에서의 자신의 감상을 서술하고 있다. 유교 사회 조선의 가족제도 속에서 중요한 연례행사의 하나였던 조상 제사에 참여하는 여성들의 마음구조와 감정의 미묘한 흐름을 여성의 입장에서 감지하는 서술에서도 문학적 가치가 높다. 아울러 남편의 친부모와 선조, 남평 조씨 자신의 친정 제사를 남편 집안의 여섯 형제와 그 부인들이 돌아가며 지내며 출가한 딸도 친정 아버지의 제사에 참석했던 사회 모습, 피난 생활과 집으로 돌아온 뒤 그리고 남편 남이웅이 소현세자를 따라 심양에 억류되어 있는 동안에 주고 받은 물품에 대해서도 기록하고 있어 17세기 초 조선 시대 생활사 자료로써의 가치도 크다.

## 참고 문헌
- 규장각한국학연구원 《일기로 본 조선》(규장각연구총서8) (주)책항아리, 2013년

## 현대 한국어 번역
- 전형대 등 옮김, 《남평 조씨 병자일기》, 예전사, 1991
- 박경신 옮김, 《병자일기: 노부인, 일상을 기록하다》, 나의 시간, 2015년 7월 4일